# Неккарталь-Оденвальд (природний парк)
49°27′45″ пн. ш. 8°59′02″ сх. д. / 49.4625° пн. ш. 8.98378° сх. д.
Природний парк Неккарталь-Оденвальд (нім. Naturpark Neckartal-Odenwald) — один з найбільших природних парків у Баден-Вюртемберзі, Німеччина, площею 1520 км². 

На півночі межує з природним парком Бергштрассе-Оденвальд, що також розташований у Гессені та Баварії, деякі райони на півночі Баден-Вюртембергу належать до обох природних парків. 
Природний парк є під орудою Naturpark Neckartal-Odenwald, заснований в Ебербаху в 1980 році.

## Географія
Природний парк розташований на півночі федеральної землі Баден-Вюртемберг в адміністративних районах Рейн-Неккар та Неккар-Оденвальд.
Охоплює лісистий ландшафт низькогір'я Оденвальду з прилеглими ландшафтами Бергштрассе на заході, Бауланду на сході, Крайхгау на півдні та долини Неккар.
Різноманітність ландшафту також відзначено в геологічній різноманітності, де можемо спостерігати гранітні утворення (Оденвальд і Бергштрассе), пісковикові утворення (Задній Оденвальд та частково Крайхгау) та вапнякові утворення (Крайхгау та Бауланд), а також активність вулканів 65 мільйонів років тому (Катценбукель).